# Gulp.js
gulp는 Fractal Innovations과 깃허브 오픈 소스 커뮤니티의 오픈 소스 자바스크립트 툴킷으로, 프론트엔드 웹 개발의 스트리밍 빌드 시스템으로 사용된다.
Node.js와 npm 기반의 태스크 러너이며, 소형화, 연결(concatenation), 캐시 버스팅(cache busting), 유닛 테스트, 린팅, 최적화 등 웹 개발에 수반되는 시간 소모적이고 반복되는 태스크들을 자동화하기 위해 사용된다.
gulp는 구성보다 코드(code-over-configuration) 접근 방식을 사용하여 태스크를 정의하며 이것들을 수행하기 위해 크기가 작은 단일 목적의 플러그인에 의존한다. gup 생태계는 300개 이상의 플러그인이 포함되어 있다.

## gulpfile의 해부
gulpfile은 모든 동작이 gulp에 정의되는 장소이다. gulpfile는 최상위에 필요 플러그인이 포함되어 있으며, 끝부분에는 태스크의 정의와 기본 태스크가 위치한다.

### 플러그인
```
//Adding dependencies

var
 
gulp
 
=
 
require
 
(
'gulp'
);

var
 
gutil
 
=
 
require
 
(
'util-gulp'
);

```

### 태스크
```
//Defining tasks

gulp
.
task
 
(
 
'taskName'
,
 
function
 
()
 
{

//do something

});

```

```
function
 
fn1
 
()
 
{

// do something

}

function
 
fn2
 
()
 
{

// Do something else

}

// Task with array of function names

gulp
.
task
 
(
 
'taskName'
,
 
[
'fn1'
,
'fn2'
]);

```

### 기본 태스크
```
// Gulp default task

gulp
.
task
 
(
 
'default'
,
 
[
 
''
]);

```

## 같이 보기
- 그런트

## 참고 문헌
- Jed Mao; Maximilian Schmitt; Tomasz Stryjewski; Cary Country Holt; William Lubelski (2014). 《Developing a Gulp Edge》 1판. Bleeding Edge Press. ISBN 978-1-939902-14-6.
- Den Odell (2014). 〈Build Tools and Automation〉. 《Pro JavaScript Development Coding, Capabilities, and Tooling》. Apress. ISBN 978-1-4302-6268-8.
- Maynard, Travis (2015). 《Getting Started with Gulp》. Packt Publishing Ltd. ISBN 9781784393472.